# Internationale luchthaven van Fresno Yosemite
De internationale luchthaven van Fresno Yosemite (Engels: Fresno Yosemite International Airport; IATA: FAT, ICAO: KFAT) is een gedeeld burgerlijk-militaire luchthaven in Fresno, in de Amerikaanse staat Californië. Het is een belangrijke luchthaven voor goederentransport vanuit de San Joaquin Valley naar andere locaties in het westen van de Verenigde Staten. De luchthaven ligt zo'n 100 km ten zuiden van het toeristische Yosemite National Park.
De luchthaven beslaat een terrein van 870 hectare. Er zijn twee startbanen en een helipad.
Het is eveneens de thuisbasis van Fresno Air National Guard en van de 144th Fighter Wing van de California Air National Guard.